# Classe Brahmaputra
La classe Brahmaputra (type 16A ou projet 16A) est une classe de frégates lance-missiles de la marine indienne, conçues et construites en Inde. Il s'agit d'une amélioration de la classe Godavari, avec un déplacement de 3 850 tonnes et une longueur de 126 mètres. Bien que de coque et de dimension similaires, les classes Brahmaputra et Godavari ont des configurations, des armements et des capacités différentes. Trois navires de cette classe servent dans la marine indienne.
La classe et le navire de tête, l'INS Brahmaputra, portent le nom du fleuve Brahmapoutre. Les navires suivants, les INS Betwa et INS Beas, portent également le nom de rivières indiennes.

## Histoire
En 1986, le Comité du Cabinet chargé des affaires politiques (CCPA) décide de diversifier la capacité de construction de navires de guerre de l'Inde et de démarrer une ligne de production alternative aux frégates de la classe Godavari construites à Mazagon Dock Limited (MDL) à Bombay. Trois frégates supplémentaires de la classe Godavari devaient être construites chez Garden Reach Shipbuilders and Engineers (GRSE) à Calcutta. Après un transfert de technologie de MDL à GRSE, la production devait démarrer en 1988, avec des livraisons entre 1993 et 1996.
Cependant, alors que la production est sur le point de commencer, les exigences de la marine indienne sont révisées, ce qui conduit à de fréquents changements dans la conception. Le navire redessiné, baptisé projet 16A, vit ses plans finalisés qu'en septembre 1994.
Le 5 décembre 2016, l'INS Betwa est en cours de carénage au chantier naval de Bombay lorsqu'il se renverse lors d'un radoub. Le sauvetage et la réparation du navire est estimé a alors environ deux ans. Elle reprend le service en 2020.
Le 21 juillet 2024, un incendie se déclaré à bord de l’INS Brahmaputra, alors en cours de réfection au chantier naval de Bombay. Le navire n’a pas pu être remis en position verticale et a continué à gîter davantage le long de son poste d’amarrage, il repose le 23 sur un côté. Un marin est porté disparu.

## Navires de la classe
| Nom         | N° de coque | Constructeur | Pose de la quille | Lancement        | Mise en service | Port d'attache | Statut                                                          |
| ----------- | ----------- | ------------ | ----------------- | ---------------- | --------------- | -------------- | --------------------------------------------------------------- |
| Brahmaputra | F31         | GRSE         | 1989              | 26 janvier 1994  | 14 avril 2000   | Bombay         | A chavirer dans le chantier naval de Bombay le 21 juillet 2024. |
| Betwa       | F39         | GRSE         | 22 août 1994      | 26 février 1998  | 7 juillet 2004  | Bombay         | Actif                                                           |
| Beas        | F37         | GRSE         | 26 février 1998   | 28 novembre 2000 | 11 juillet 2005 | Bombay         | Actif                                                           |